# Казати, Паула
Паула Казати (род. 24 октября 1971, Росарио, Санта-Фе) — аргентинский биотехнолог, специализирующаяся на биологии растений. Работает главным исследователем Национального совета по научным и техническим исследованиям (CONICET) в Центре фотосинтетических и биохимических исследований (CEFOBI) Национального университета Росарио, Аргентина. В 2017 году получила Национальную премию L’Oréal-ЮНЕСКО «Для женщин в науке» за вклад в научный прогресс.

## Карьера
У Паулы Казати степень в области биотехнологии и степень доктора наук факультета биохимии Национального университета Росарио, чему способствовали её мать и отец, также учёные. Она была одной из первых, кто изучал эту специальность в этом университете. Она присоединилась к CONICET в качестве исследовательницы, где работает в Центре фотосинтетических и биохимических исследований.
Паула решила сосредоточиться на изучении реакции растений на различные стрессовые факторы, анализируя роль, которую играют пути метаболизма флавонов, биосинтез лигнинов и растительных гормонов, таких как салициловая кислота. Он также изучает, как эти результаты могут повысить продуктивность соответствующих культур с экономической и агробиотехнологической точки зрения.
Одним из оцениваемых факторов было ультрафиолетовое излучение, особенно стратегии, которые растения используют для защиты. Паула заметила, какое сильное влияние оно имеет на рост, и сосредоточилась на изучении изменений на молекулярном уровне. Это исследование имеет потенциал для создания инструментов, которые будут способствовать росту растений и, следовательно, повышению урожайности сельскохозяйственных культур.
За свою работу Паула была удостоена нескольких наград, в том числе Национальной премии L’Oréal-ЮНЕСКО «Для женщин в науке» в 2017 году, Премии Бернандо Усая и Национальной награды Министерства науки, технологий и производственных инноваций.

## Награды
- Премия Анхеля Кабреры 2011 года[5]
- Премия Усай 2015
- Национальная премия L’Oréal-ЮНЕСКО для женщин в науке за 2017 год